# Schwarzfahrer (1996)
Schwarzfahrer ist eine österreichische Tragikomödie aus dem Jahr 1996. Der Film wurde im Auftrag des ORF von der Allegro Film unter der Regie von Nikolaus Leytner hergestellt und ab 10. Oktober 1996 in den Kinos gezeigt. Fernsehpremiere war am 7. Juni 1997 in ORF eins.

## Handlung
Der in Wien spielende Film erzählt vom Leben des Architekturstudenten Thomas. Dieser wird eines Tages von seiner Freundin Claudia aufgefordert, auch einen Teil zum Haushaltseinkommen beizutragen. Thomas versucht daraufhin, sich als falscher Straßenbahnkontrollor Geld heranzuschaffen. Dabei trifft er ausgerechnet auf Erich, der sich als echter Kontrolleur ausgibt, sich jedoch gleichfalls als Gauner herausstellt. Er bittet Thomas um einen Gefallen, der die beiden in Machenschaften verwickelt und in die Wiener Halbwelt führt, wo sie einem Verbrecherboss in die Quere kommen. Der Film schildert die verzweifelten Versuche der beiden Männer, irgendwie zu Geld zu kommen, und sei es als Pornofilmer. Thomas wird schließlich von Claudia verlassen, die das langsame Abgleiten ihres Freundes nicht mehr ertragen will.

## Analyse
Die Tragikomödie über eine aus der Not entstandene Männerfreundschaft mit den beiden Hauptdarstellern Lukas Resetarits („Kottan ermittelt“, „Hinterholz 8“) und Andreas Lust („Suzie Washington“, „Opernball“) beruht auf dem zynisch-bitteren österreichischen Humor unter besonderer Berücksichtigung des Wiener Schmäh. Trotz der Besetzung mit dem Kabarettisten Resetarits ist dieser Film keiner der in den 1990er Jahren vielfach hergestellten österreichischen Kabarettfilme. Wie auch in manchen seiner früheren Filmrollen (so etwa in Peter Patzaks Tiger – Frühling in Wien oder in Den Tüchtigen gehört die Welt) spielt Resetarits eine ernst akzentuierte Rolle; er zeigt einen Scheiternden, der auch am Ende ohne Hoffnung ist.

## Produktionsnotizen
Der im 35-mm-Format hergestellte Farbfilm ist im Verleih des Filmladen. Für den Weltvertrieb zuständig ist der ORF. Verantwortlich für den Ton war Mohsan Nasiri, für das Szenenbild Katharina Wöppermann.

## Kritik
„Ein weitgehend gelungenes, routiniert inszeniertes kabarettistisches Lustspiel mit mehr oder weniger geglückten Gags und Wortspielen, wenn auch ohne sonderliche künstlerische Ambitionen.“